# فرنسيسكو دي أسيس لوز سيلفا
فرنسيسكو دي أسيس لوز سيلفا (بالبرتغالية: Francisco de Assis Luz Silva) هو لاعب كرة قدم برازيلي، ولد في 4 أكتوبر 1943، وتوفي في 9 سبتمبر 2020. لعب مع نادي فلومينينسي.